# Směrnice o harmonizaci autorského práva
Směrnice Evropského parlamentu a Rady 2001/29/ES ze dne 22. května 2001 o harmonizaci určitých aspektů autorského práva a práv s ním souvisejících v informační společnosti (též známá jako směrnice InfoSoc) je směrnice Evropské unie přijatá za účelem implementace Smlouvy WIPO o autorském právu (přijaté členskými státy Světové organizace pro duševní vlastnictví – WIPO) a harmonizace určitých aspektů autorského práva v členských státech Evropské unie, jako jsou např. zákonné licence (výjimky z autorského práva).

## Zpráva Reda o provádění směrnice
V červnu 2015 výbor Evropského parlamentu pro právní záležitosti schválil návrh zprávy k provádění této směrnice, zpracovaný poslankyní Juliou Redovou, do jehož původního znění však bylo zapracováno velké množství pozměňovacích návrhů. Zpráva navrhla 24 bodů pro reformu autorského zákona, a to na celoevropské úrovni. Jedním z jejích cílů bylo také umožnit vybudování jednotného evropského digitálního trhu. Zpráva se věnovala různým oblastem, do které autorské právo zasahuje, jako je například datamining, právo na citaci nebo aplikaci autorského práva v oblasti školství. Poslanci Evropského parlamentu v plenárním hlasování 9. července tuto zprávu přijali, avšak v pozměněné formě mj. vypouštějící odstavec dotýkající se svobody panoramatu, proti jehož pozměněnému znění navrhujícímu celoevropské omezení svobody panoramatu pouze na nekomerční účely se po zprávách v médiích vznesla vlna kritiky z řad veřejnosti.

### Svoboda panoramatu
Jedním z bodů, kterých se původní návrh zprávy dotýkal, byla svoboda panoramatu. Podle autorky byl návrh po desetiletích přijímání omezení ve prospěch majitelů práv požadavkem na obnovení vyváženosti v oblasti autorských práv. Návrh byl schválen s úpravou, kterou navrhl francouzský europoslanec Jean-Marie Cavada, jehož pozměněňovací návrh navrhl omezení svobody panoramatu na celoevropské úrovni. Podle tohoto návrhu by fotografie, videozáznamy či jiné snímky objektů, které jsou umístěny na veřejných prostranstvích trvale, mohly být komerčně použity pouze se souhlasem autorů nebo za ně jednajících zástupců. Návrh podle europoslance Pavla Svobody vycházel z představy, že pokud si někdo chce založit byznys na pohlednici s Tančícím domem nebo jeho fotografii použít jako reklamu své cestovky, měl by požádat o souhlas architekta.
Přestože podle europoslance Pavla Svobody je velký rozdíl rozdíl mezi komerčním a nekomerčním užitím, takže po případném nasdílení fotografie na Facebooku z toho pro autora fotografie nic neplyne, problémem návrhu je, že licence Creative Commons a nové technologie jako sociální sítě stírají rozdíl mezi komerčním a nekomerčním užitím, např. zveřejněním fotografie na Facebooku dává autor fotografie licenci Facebooku k jejímu komerčnímu použití. Na hranici mezi komerčním a nekomerčním užitím se nedokážou shodnout ani experti. Pokud návrh schválí Evropský parlament, podle Ivany Cabrnochové bude mít problém každý občan, protože si všichni budou muset dávat pozor na to, co fotografují. Podle České pirátské strany návrh hájí zájmy velkých asociací fotografů, především z Francie.
Návrh byl přijat v podobě zprávy z vlastního podnětu (čl. 46 jednacího řádu EP), kdy návrh úpravy předpisu navrhuje některý z výborů Evropského parlamentu, následně jej schvaluje Evropský parlament jako celek a po jeho případném schválení je předložen Evropské komisi, která ale ve svém návrhu reformy nemusí vycházet z návrhu Evropského parlamentu, ale může zvolit jinou úpravu, takže to, zda omezení svobody panoramatu bude součástí směrnice, je nejisté.
Přestože se jedná pouze doporučující a nelegislativní usnesení jediného výboru Evropského parlamentu, po jeho schválení se v českých médiích objevila informace, že EU zakázala fotografování budov. Podle europoslance Pavla Poce je těsně po schválení návrhu toto schválení pustým rétorickým cvičením, které pokud půjde jako podklad do Evropské komise, na jeho základě možná, někdy, Evropská komise připraví revizi legislativy.
Pavla Teličku překvapila míra podpory návrhu a podle vlastních slov měl v úmyslu požádat o vyjádření názoru kolegy z frakce ALDE, kteří jsou členy JURI, a celou záležitostí se podrobně zabývat. Podle Davida Černého je takový návrh nesmysl.
Odstavec dotýkající se svobody panoramatu byl nakonec při jejím přijímáním na plenárním zasedání 9. července ze zprávy úplně vypuštěn. Protinávrh poslankyně Marietje Schaakeové na obnovení odstavce v původní podobě, která volala po zavedení svobody panoramatu ve všech zemích Evropské unie, neobdržel dostatečné množství hlasů. S přihlédnutím k poslanecké zprávě vypracuje Evropská komise do konce roku 2015 návrh nové směrnice.

### Zpráva Reda
- Julia Reda – EU copyright evaluation report – full current text
- Julia Reda – Reda Report draft – explained
- Julia Reda – Reda Report adopted: A turning point in the copyright debate
- Pozměňovací návrhy k návrhu zprávy o provádění směrnice Evropského parlamentu a Rady 2001/29/ES ze dne 22. května 2001